# Klabusterbären (Band)
Die Klabusterbären sind eine Punk-Band aus Halle (Saale).

## Geschichte
Die Band gründete sich 1994. Ein Jahr später veröffentlichte sie ohne Labelvertrag das Werk Keene Kleeche. Sechs Jahre später folgte das zweite Album Tage im Rausch, das über Klabusta Records erschien – wie insgesamt zwei weitere Alben bis einschließlich 2017. Für zwei Alben (2006 und 2009) arbeitete die Band auch kurz mit Nix-Gut Records zusammen.
Im Frühjahr 2017, zur Release-Party des neuen Albums Zuversicht und Kippen, setzte sich die Band aus Sänger Jan Westhusen, dem Gitarristen Helge Schmidt, dem Schlagzeuger Roman Ronneberg, dem Bassisten Mario Giesecke sowie dem Keyboarder Christoph Bauer zusammen.

## Stil
In der Selbstbeschreibung spielen die Musiker „Punk mit allerlei Einflüssen aus Wave, NDW, Independent, Reggae“ und was ihnen „noch so gefällt“.

## Diskografie
- 1995: Keene Kleeche (Eigenveröffentlichung)
- 2001: Tage im Rausch (Klabusta Records)
- 2003: Kiffertraeume (Klabusta Records)
- 2004: Too Old to Die Young (Eigenveröffentlichung)
- 2006: Amerika  (Nix-Gut Records)
- 2009: Verpeilt in Berlin (Nix-Gut Records)
- 2012: Momentaufnahme (Klabusta Records)
- 2017: Zuversicht und Kippen (Eigenveröffentlichung)
- 2024: Wer´s ruhig will soll aufs Land ziehen (Anti-Dröhn-Records)